# Camps d'internement au Congo belge

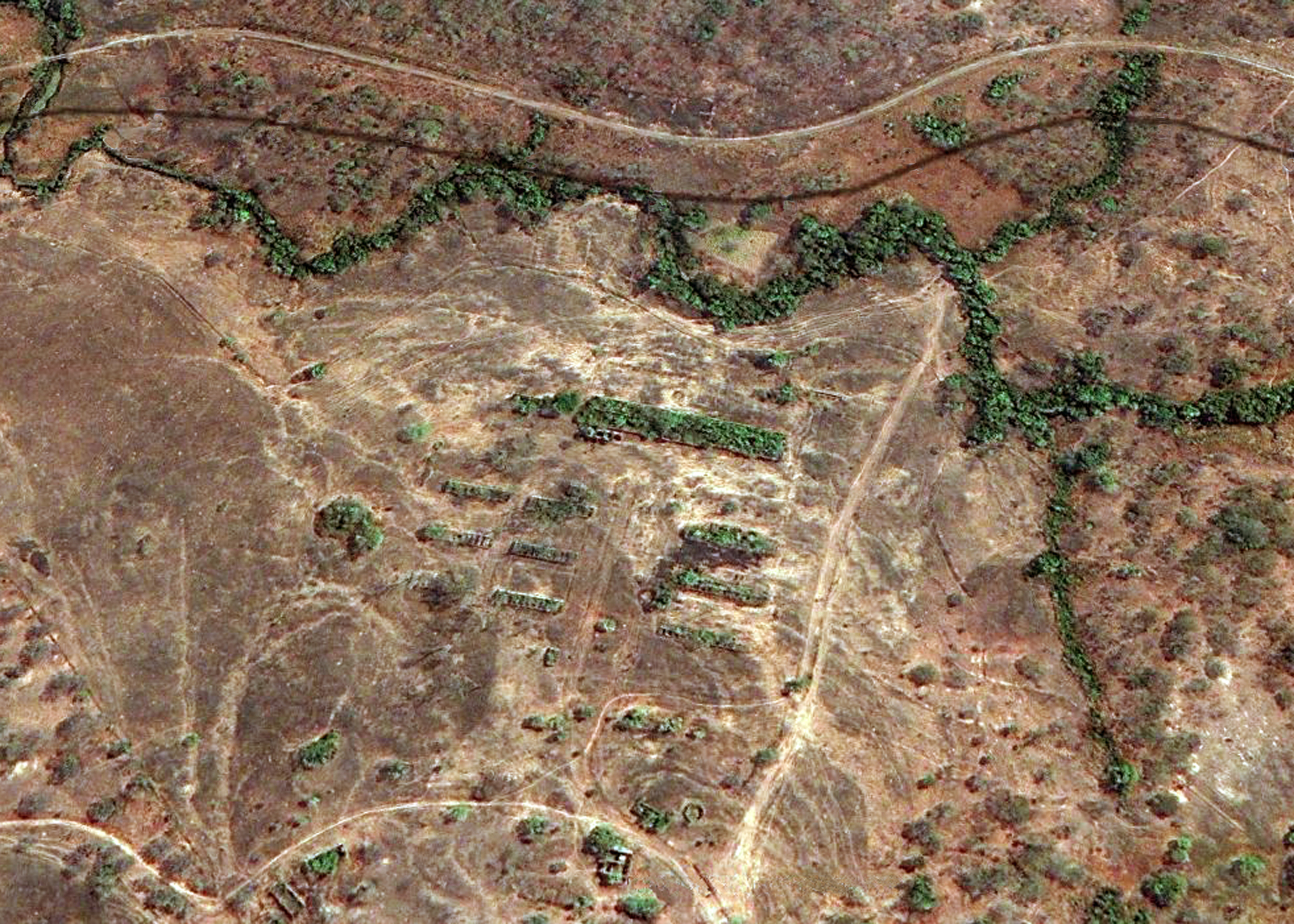
Vestiges du camp d'internement de civils allemands et italiens de Ngulé WWII

Lors des deux guerres mondiales du XXe siècle, des civils ressortissants de pays ennemis furent internés au Congo belge et au Ruanda-Urundi sur ordre des autorités coloniales.

## 1914-1918

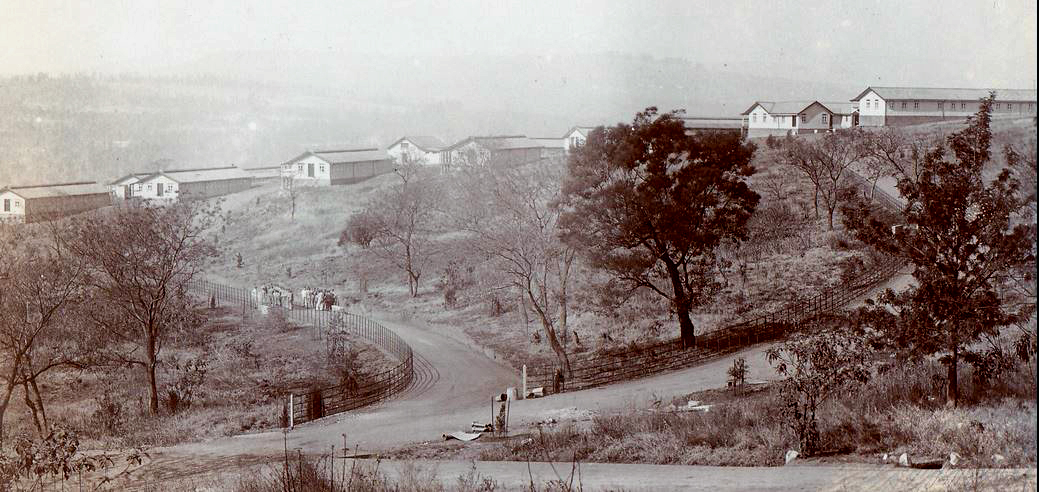
Camp d'internement pour civils de Fort Napier WWI

Lors de la Première Guerre mondiale, le nombre de civils allemands dans la colonie était faible et ne justifiait pas l'ouverture d'un centre de détention. C'est pourquoi, en réponse à la demande du 2 septembre 1914 du Vice-gouverneur général du Katanga à l'Union Sud-africaine, 53 civils allemands d'Elisabethville (dont 5 femmes et 4 enfants) furent envoyés à Fort Napier près de Pietermaritzburg pour y être internés pendant la durée de la guerre aux frais de la colonie.

## 1940-1945

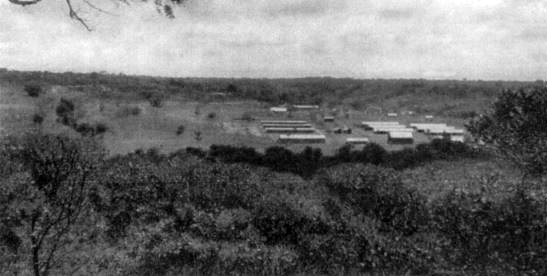
Vue générale du camp de Ngulé en 1944.

À la suite de l’invasion de la Belgique le 10 mai 1940 par les troupes allemandes, de l’entrée en guerre du Congo belge le 28 mai 1940 et de l’abandon du statut de non-belligérance par l’Italie le 10 juin 1940, le Gouverneur général Pierre Ryckmans prit une ordonnance pour l’internement, des civils masculins allemands, autrichiens et italiens, de 17 à 60 ans, et la mise sous séquestre de leurs biens.

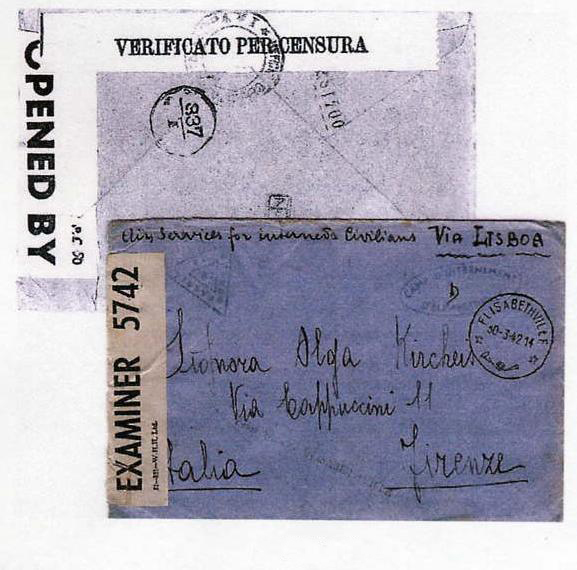
Lettre envoyée le 30/3/1942 du camp d'internement d'Elisabethville

### Localisation des camps

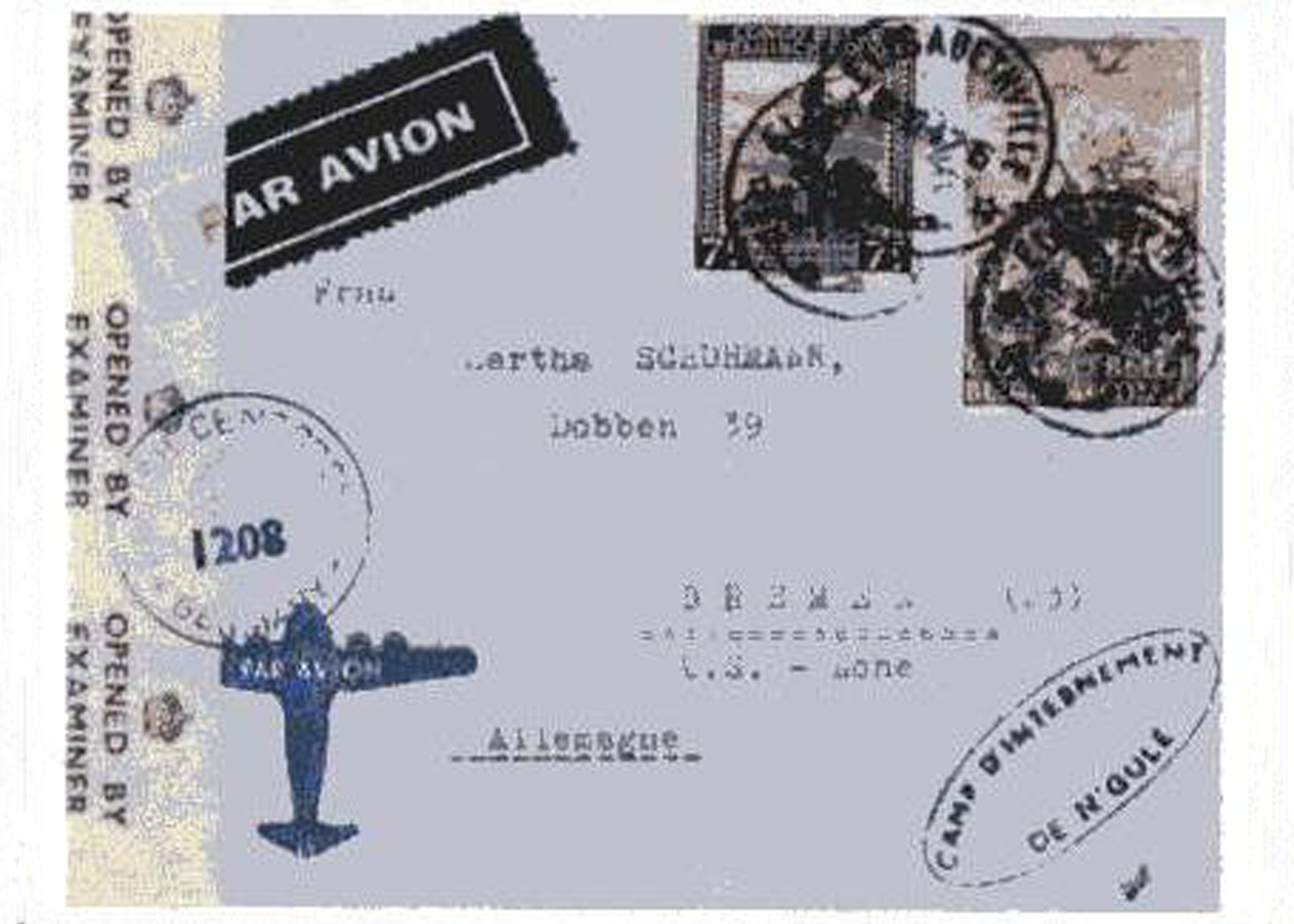
Lettre envoyée le 28/10/1947 du camp d'internement de Ngulé.

- Usumbura : à l’extérieur de la ville dans un ancien site minier ; une vingtaine d’internés, la plupart italiens traités avec beaucoup de tolérances (1er mai 1941)[8].
- Stanleyville : à l'extérieur de la ville dans des maisonnettes (7 mai 1941).
- Coquilhatville : 5 internés dont 2 à l’hôpital (8 mai 1941).
- Léopoldville : 2 camps différents (mai 1941).
- Luebo : pour civils allemand et italiens[9].
- Luluabourg : 12 internés dans une grande maison (mai 1941).
- Elisabethville : 197 internés italiens sur une population totale de 1 015 Italiens présents alors au Katanga (28 février 1941[10]).

- Ngulé : seul camp situé loin de toute agglomération[11]. Le 28 août 1943 il fut inspecté par Monsieur Hirt, délégué du CICR, qui y dénombra une centaine d'internés civils allemands et italiens. Leur état de santé était satisfaisant et surveillé par un médecin italien et un médecin du Gouvernement. Ce camp était alimenté en eau par une source, et elle était filtrée avant d'être envoyée au réservoir principal. D'un barrage de la rivière Ngulé à 1 km en amont du camp, un canal amenait l'eau faisant tourner une centrale électrique pour l'éclairage du camp. Les hommes de confiance et d'autres internés ont spontanément reconnu que, par rapport au camp d'Elisabethville, les conditions de vie à Ngulé étaient beaucoup plus supportables[12].

Ces camps étaient gardés par des unités territoriales de la Force publique.

### Durée de l’internement.
Début juin 1940, tous les ressortissants ennemis hommes encore présents dans la colonie furent arrêtés.
Si les Allemands ne furent pas libérés avant la fin de la guerre (et certain pas avant novembre 1947), il en fut autrement pour les Italiens. Au vu de leur nombre et pour des raisons économiques, la majorité d’entre eux furent relâchés sous le régime de la libération conditionnelle après quelques semaines. Seuls les partisans connus du régime fasciste de Mussolini restèrent internés jusqu’à la fin du conflit.

### Restriction des libertés.
Tous les ressortissants ennemis non internés, y compris femmes et enfants, furent soumis à un couvre-feu de 20 h à 6 h du matin tous les jours de la semaine. De plus il leur était interdit de quitter leur endroit de résidence sans autorisation préalable.
La mise sous séquestre de leurs biens impliqua que les Italiens vécurent plus difficilement. Beaucoup de ceux-ci étaient des indépendants et certains ne récupérèrent leur fonds de commerce ou leur entreprise qu’à la fin de la guerre. Entre-temps ils durent trouver du travail pour nourrir leur famille.

### Rôle du CICR
En novembre 1940 le CICR avait sollicité l’ingénieur suisse Robert Maurice, travaillant à Kolwezi, pour devenir son délégué sur place. En mai 1941 ce dernier fit une tournée d’inspection des camps situés hors du Katanga. À partir de janvier 1942, c’est l’ingénieur suisse Jean Hirt qui prit la relève pour la visite des camps de Ngulé et d’Elisabethville. À cette époque la majorité des internés le sont au Katanga. Il intervenait aussi auprès des autorités belges pour l’amélioration des conditions d’internement, et pour les rapatriements pour raisons médicales.